# Toamasina
Toamasina (también llamada Tamatave) es una ciudad del este de Madagascar sobre el océano Índico. La ciudad es la segunda más habitada, y el más importante puerto marítimo y centro comercial del país. Exporta vainilla, pimienta, clavo, azúcar, café y arroz. Está unida por ferrocarril a Antananarivo, la capital, y a otras poblaciones del interior. 

## Historia
La ciudad despega durante el reinado de Radama I (1816-1828), quien la usa como plataforma de comercio para el comercio de esclavos con las potencias occidentales.
La zona se desarrolló en el siglo XVIII en torno a un puesto de compraventa europeo. Ocupada en repetidas ocasiones por los franceses durante el siglo XIX, fue el punto de partida para la conquista del interior en 1894. 
El nombre actual de la ciudad fue adoptado a finales de la década de 1970. 
Es un puerto importante del este que principalmente usa la ruta Toamasina-Saint Denis.
En la ciudad destacan los hoteles y restaurantes, posee buenas playas pero la polución y los tiburones prohíben el baño. Bazary Be es un mercado callejero en el que se puede encontrar todas las especias exóticas... La ciudad es sede de la universidad de Toamasina, que forma parte del sistema público universitario de Madagascar.

## Gobierno
La ciudad está gobernada por una delegación especial. Gervais Rakotomanana, desde el 30 de mayo de 2007.

## Evolución demográfica
| 137,000       | 141,000 | 144,000 | 156,000 | 159,000 | 180,000 | 187,000 | 190,000 | 196,000 | 197,000 |
| (Fuente: INE) |         |         |         |         |         |         |         |         |         |

## Clima
| 1971-2000               | ene  | feb  | mar  | abr  | may  | jun  | jul  | ago  | sep  | oct  | nov  | dic  | Total |
| ----------------------- | ---- | ---- | ---- | ---- | ---- | ---- | ---- | ---- | ---- | ---- | ---- | ---- | ----- |
| Temperatura máxima (°C) | 30,9 | 32,1 | 29,2 | 28,5 | 26,4 | 26,0 | 24,2 | 25,7 | 26,0 | 28,1 | 29,4 | 30,1 | 28,1  |
| Temperatura mínima (°C) | 25,6 | 24,7 | 24,6 | 20,2 | 18,1 | 16,6 | 15,4 | 15,2 | 15,9 | 17,2 | 21,0 | 24,8 | 19,9  |
| Precipitaciones (mm)    | 441  | 350  | 506  | 297  | 202  | 295  | 315  | 190  | 98   | 109  | 156  | 406  | 3365  |